# Heinrich Warmboeke
Heinrich Warmboeke († 1532 in Lübeck) war ein Ratsherr der Hansestadt Lübeck.

## Leben
Heinrich Warmboeke wurde 1506 zum Ratsherrn in Lübeck gewählt. 1514 reiste er gemeinsam mit dem Lübecker Bürgermeister Thomas von Wickede nach Hamburg zu Verhandlungen mit dem dortigen Rat. In den Jahren 1521 bis 1526 bekleidete er im Rat das Amt des Kämmereiherrn der Stadt. 
Der Wendische Städtetag des Jahres 1514 verhandelte über die Anschuldigungen des Caspar Pyl, wonach Warmboeke mit falschem Geld im Livland-Handel aktiv gewesen sein sollte.
Heinrich Warmboeke bewohnte in Lübeck das Haus Klingenberg 6. Sein Sohn Hieronymus Warmboecke († 1552) wurde ebenfalls Ratsherr in Lübeck. Der Enkel Hermann Warmboeke wurde Syndicus der Hansestadt Lübeck und Lübecker Bürgermeister.